# Папрадно
Папрадно (словац. Papradno) — село, громада округу Поважська Бистриця, Тренчинський край. Кадастрова площа громади — 55.97 км².
Населення 2390 осіб (станом на 31 грудня 2021 року).

## Історія
Папрадно згадується 1525 року.

## Населення
| Рік:            | 1994. | 2004.   | 2014.   | 2024.   |
| --------------- | ----- | ------- | ------- | ------- |
| Кількість осіб: | 2724  | 2540    | 2543    | 2357    |
| Різниця:        |       | -6,75 % | +0,11 % | -7,31 % |

| Рік:            | 2023. | 2024.   |
| --------------- | ----- | ------- |
| Кількість осіб: | 2394  | 2357    |
| Різниця:        |       | -1,54 % |